# Some Say
"Some Say" es el tercer sencillo de la banda de punk rock Sum 41, correspondiente a su álbum Chuck. Fue lanzado en EE. UU. y Europa en febrero de 2005.

## Lista de canciones

### CD
| N.º | Título                   | Duración |  |
| 1.  | «Some Say» (radio edit)  | 3:13     |  |
| 2.  | «Some Say» (music video) | 3:19     |  |

- Datos: Q2529233